# 豪尔赫·拉斐尔·魏地拉
豪尔赫·拉斐尔·魏地拉（西班牙語：Jorge Rafael Videla，西班牙語發音：[ˈχoɾχe rafaˈel βiˈðela]；1925年8月21日—2013年5月17日），阿根廷軍人、政治人物，以發動政變手段，自任為阿根廷總統。他被視為獨裁者，在統治期間，因為在骯髒戰爭中對異議人士的整肅行為，備受爭議。

## 军事生涯
魏地拉是陆军上校的儿子，毕业于国家军事学院，后在军队中任职并一直被晋升，1973年，他被任命为陆军总参谋长。在胡安·庇隆逝世后，伊莎貝爾·庇隆上台，由于伊莎贝尔政治经验不多，政局不稳，游行抗议遍及全国，恐怖主义肆虐。1975年伊莎贝尔在军方压力下任命魏地拉为陆军总司令。魏地拉负责歼灭左翼游击队。

## 发动军事政变取得政權
1976年，魏地拉和一批右翼军官发动政变，软禁伊莎贝尔，自任总统。他声称政变的目的是为了“结束腐败和颠覆活动”。魏地拉上台后即将整个国家置于军事管制下，通缉和捕杀迫害左翼人士及反对派。在軍事獨裁統治期間，多達3萬人在政府發動的「骯髒戰爭」中受到酷刑折磨和被殺。
1980年，魏地拉访问中華人民共和国，和中共领导人邓小平等会谈，成为第一位访问中国的阿根廷总统。
1981年，魏地拉退休，由罗伯托·爱德华多·比奥拉接任。比奥拉后因健康问题退休，由加尔铁里接任。
现在的阿根廷民主政府宣布他的军政府统治为非法，魏地拉肖像也在總統府內及正式场合被摘下。

## 卸任后
1985年，魏地拉以反人类罪被判处终身监禁。1990年，总统卡洛斯·萨乌尔·梅内姆為了爭取右派的支持，特赦魏地拉及其他军政府獨裁统治时期的领导人。1998年魏地拉再度被軟禁家中。2007年，这个赦免令被宣布无效。魏地拉随后被逮捕。
2010年12月22日，法院认定他在总统任期内下令虐待和杀害31名政治犯，及因「偷嬰案」被判處50年監禁。控罪指他在執政期間指揮偷走政治犯的嬰兒，相信至少400名嬰兒在他們的父母被關押期間被人抱走。至今已有100多名被認領的異見人士孩子與親生父母團聚。因而犯有反人类罪，再次判处他入獄五十年。
2013年5月17日，魏地拉在監獄中病逝。秘密安葬於皮拉爾的公墓。